# Erythricium aurantiacum
Erythricium aurantiacum is een parasiet die voorkomt op korstmossen. Hij komt voor op het boomvoetknoopjeskorst (Bacidina sulphurella) en het heksenvingermos (Physcia tenella). Hij is te herkennen als groepjes kleine oranje sclerotia op een wit aangetast korstmos.

## Kenmerken
Het hymenium bestaat uit een of meer lagen basidia op verticaal vertakte, dunwandige hyfen. Basidia hebben een grootte van 25-40 × 12-15 mm. Sterigmata zijn aanwezig per vier per basidium. Gladde basidiosporen aan één zijde vaak afgeplat of licht hol, hyaliene, meestal gesepteerd, niet gekleurd in jodium, met een prominente afgeknotte apiculus (1,5–3 µm diameter). De sporenmaat is 13–17,5 (–18,5) × 8–11,5(–13,5) µm. Hyphidia, cystidia en andere steriele hymeniale elementen ontbreken.

## Verspreiding
Hij komt voor in Europa en in het oosten van Noord-Amerika. In Nederland komt hij zeer zeldzaam voor.